# Tribschen

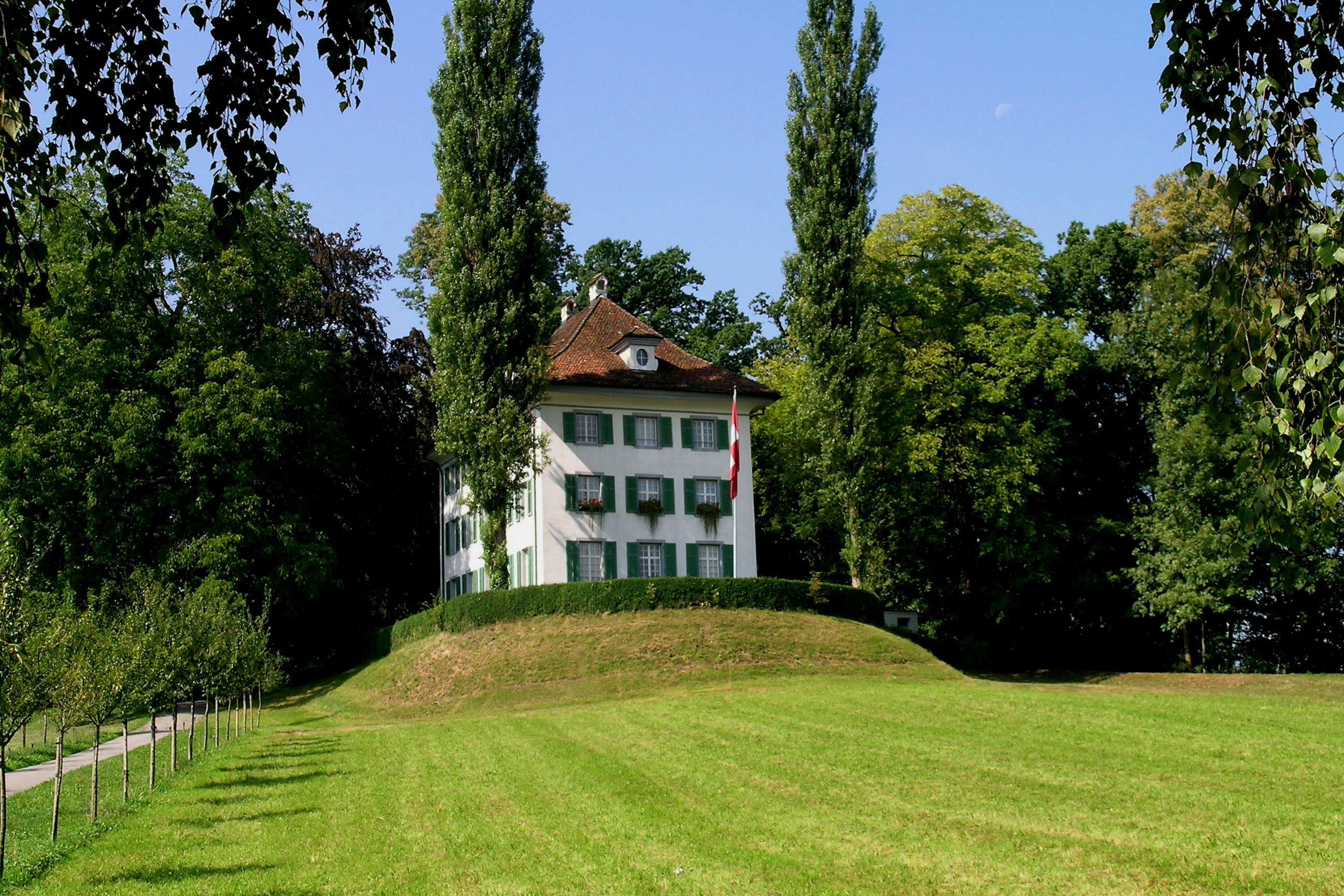
La Villa Tribschen, Museo Richard Wagner.

Tribschen o Triebschen es un barrio de Lucerna, Suiza, conocido porque fue hogar de Richard Wagner entre marzo de 1866 y abril de 1872.
La espaciosa Villa Tribschen, a orillas del Lago Lucerna, acogió al compositor, que huía de las presiones políticas y de los comentarios sobre su vida privada en Múnich.
Allí pasó los seis años más felices de su vida, completó su ópera Los maestros cantores de Nuremberg, el tercer acto de Siegfried y el comienzo de El ocaso de los dioses, perteneciente a la saga de El anillo del nibelungo y recibió la visita de Friedrich Nietzsche.
En Triebschen, Cosima Liszt dio a luz a Siegfried Wagner el 6 de junio de 1869 y el 24 de diciembre de 1870 el compositor estrenó como regalo de Navidad y de cumpleaños número 33 a la reciente madre el Idilio de Sigfrido (originalmente llamado «Idilio de Tribschen»), una composición para cuerdas con 15 instrumentistas.
Hoy la villa es un museo.